# Großherzogliche Keramische Manufaktur
Die ehemalige Großherzogliche Keramische Manufaktur in Darmstadt hatte ihren Sitz in dem 1906 errichteten Gebäude Noackstraße 9 im Ortsteil Bessungen am damaligen südlichen Stadtrand. Das nach Entwurf der in Halle (Saale) ansässigen Architekten Theodor Lehmann und Gustav Wolff ausgeführte Bauwerk steht aus architekturgeschichtlichen, industriegeschichtlichen und stadtgeschichtlichen Gründen als Kulturdenkmal unter Denkmalschutz.

## Gebäude
Das verputzte Gebäude mit Mansarddach zeigt eine im Ganzen vom Neobarock und in Details vom Jugendstil beeinflusste Reformarchitektur. An den kompakten, kubischen Mittelrisalit gliedert sich zu beiden Seiten je ein niedrigerer zweigeschossiger Flügel an. Im Jahr 1914 wurde an der Westseite des Bauwerkes ein weiterer Gebäudeflügel angefügt. Im Treppenhaus des östlichen Flügels befinden sich noch Scharvogel-Fliesen mit ihrer typischen dunkelbraun gesprenkelten grau-weißen Glasur. Das Gebäude ist in seiner äußeren Erscheinung vollständig erhalten. Auf dem Grundstück ist auch eine alte Brunnenfassung erhalten geblieben.

## Geschichte der Manufaktur
Erster Leiter der Manufaktur war der Künstler Jakob Julius Scharvogel.

„Es ist hier zusammenfassend hervorzuheben, daß das Steinzeug der sogen. Scharffeuerbehandlung ausgesetzt wird, eine ursprünglich japanische Methode, die von Prof. Scharvogel neu aufgegriffen und zu großer Vollendung gebracht worden ist. Hierdurch ist man in der Lage, ein unverwüstliches und zugleich durch seine Farbenabstufungen wirkungsvolles Material zu schaffen, das in Struktur und Farbe sich den natürlichen und künstlichen Baustoffen anpassen kann.“

Die Arbeit der Manufaktur stand in stetiger Wechselbeziehung zur Darmstädter Künstlerkolonie. Zu den bekannsteten Arbeiten der Manufaktur zählen z. B. die keramischen Wandverkleidungen im Sprudelhof in Bad Nauheim.

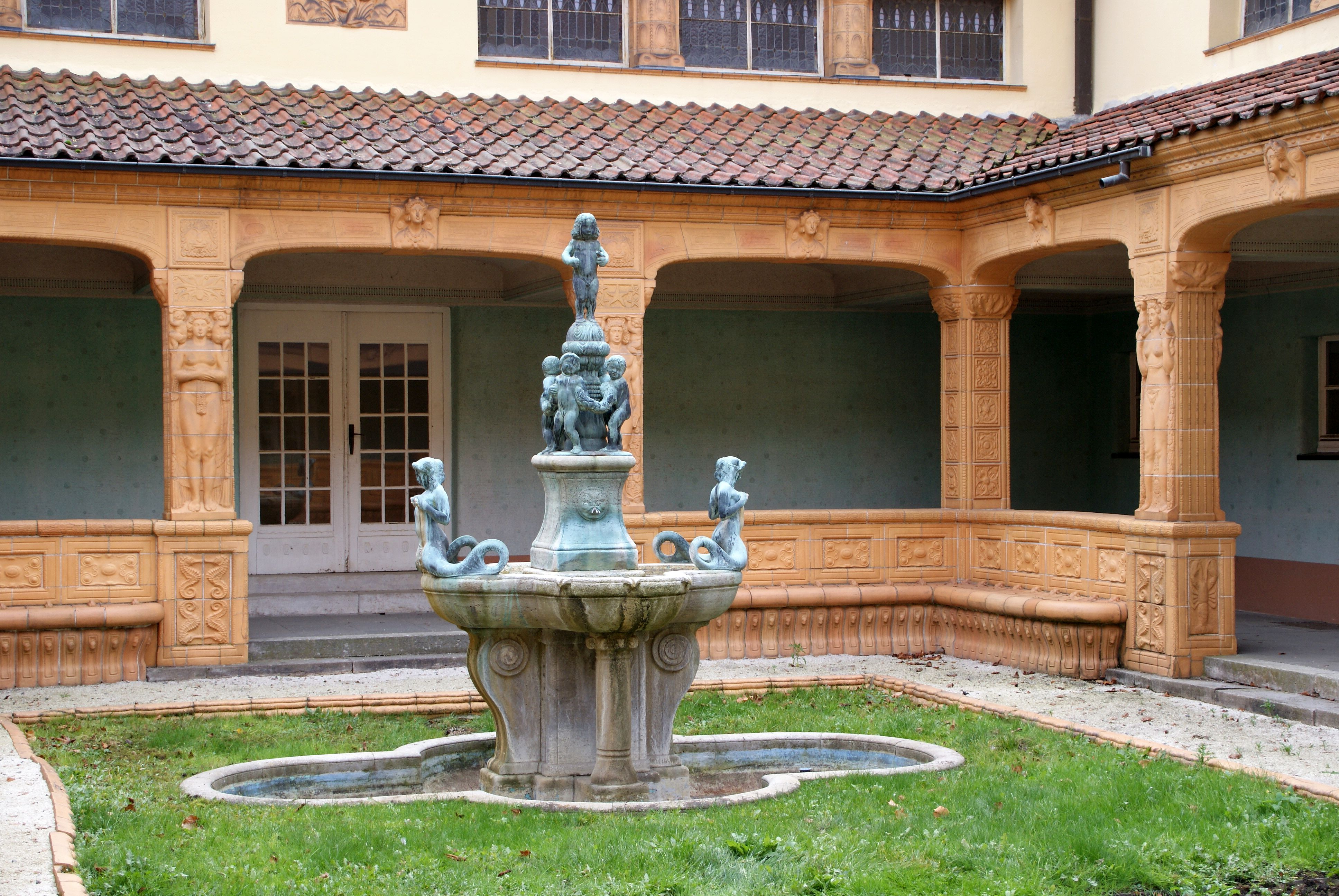
Schmuckhof des Badehauses 7 in Bad Nauheim
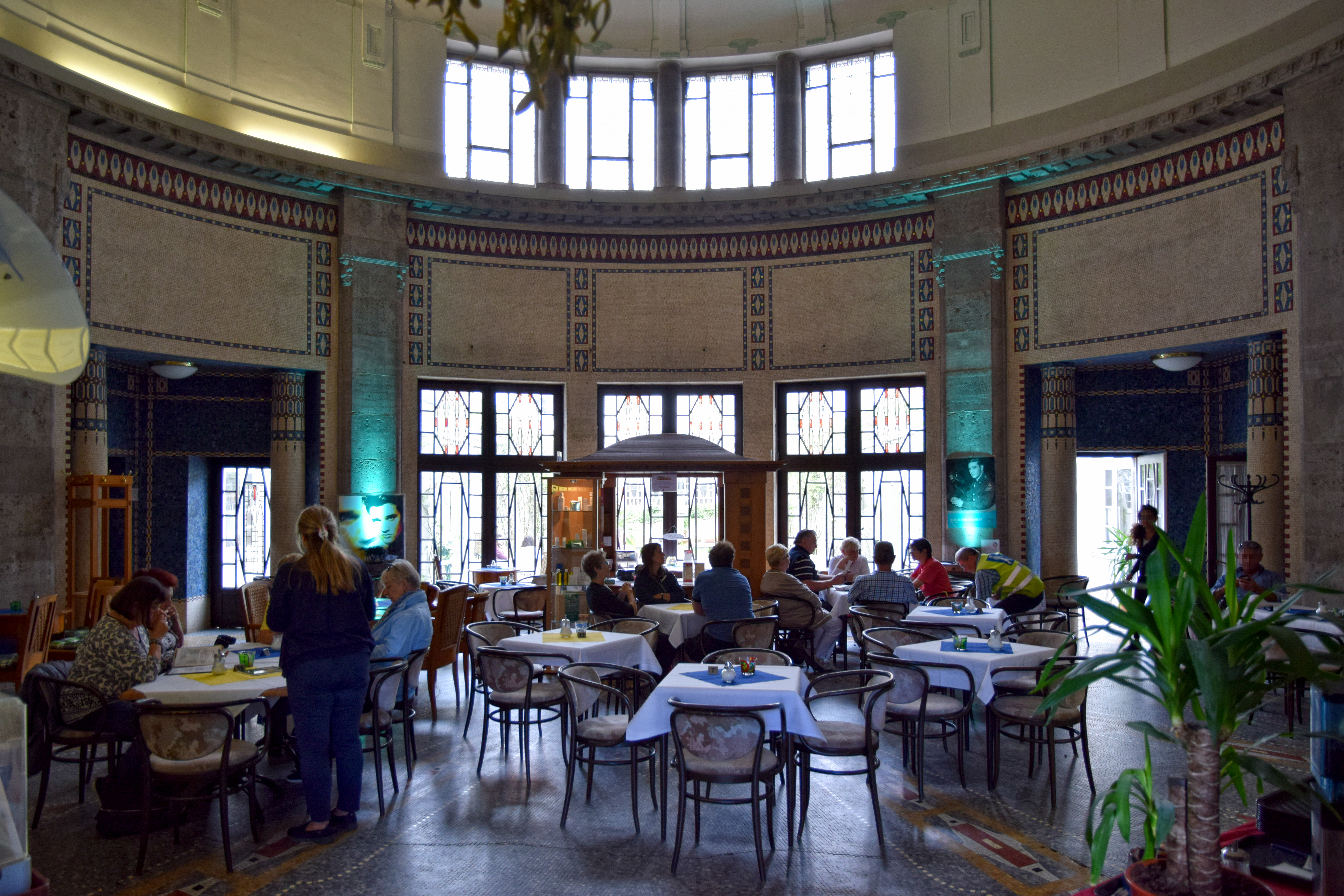
Eingangshalle eines Badehauses in Bad Nauheim

Nach Scharvogels Ausscheiden übernahm 1919 Well Habicht die Leitung der Manufaktur. Die keramische Produktion wurde noch bis in die 1930er-Jahre unter wechselnden Betreibern weitergeführt.

## Weitere Nutzungsgeschichte
Nach dem Ende der Keramikproduktion wurde das Bauwerk als Großwäscherei umgenutzt. Nach dem Zweiten Weltkrieg war hier das 5. Polizeirevier untergebracht. In dieser Zeit wurde es durch einen weiteren Anbau auf der Rückseite erweitert. Heute befinden sich in dem Bauwerk 66 Apartmentwohnungen.